# Moose Creek (Alaska)
Moose Creek – jednostka osadnicza w Stanach Zjednoczonych, w stanie Alaska, w okręgu Fairbanks North Star.